# Kingdoms of Amalur: Reckoning
Kingdoms of Amalur: Reckoning è un videogioco di ruolo pubblicato nel 2012 per PlayStation 3, Xbox 360 e Microsoft Windows.
Ken Rolston, il designer di The Elder Scrolls III: Morrowind e The Elder Scrolls IV: Oblivion, è il designer esecutivo di questo gioco. Inoltre, il celebre autore fantasy R.A. Salvatore ha creato l'universo del gioco e le sue tradizioni, insieme a Todd McFarlane, il creatore di Spawn, che invece ha lavorato sull'artwork. Il videogioco è stato sviluppato da 38 Studios e Big Huge Games e la prima dimostrazione pubblica del gioco è avvenuta in occasione del Penny Arcade Expo East 2011 tenuto a Boston, nel Massachusetts, l'11 marzo 2011.
Il 6 settembre 2018 i diritti della serie vengono acquistati da THQ Nordic e nel 2020 viene pubblicata una versione rimasterizzata intitolata Kingdoms of Amalur: Re-Reckoning per PlayStation 4, Xbox One e Microsoft Windows, nel 2021 uscita anche per Nintendo Switch.

## Trama

### Ambientazione
Kingdoms of Amalur: Reckoning è ambientato nelle Faelands (Faelandia, la Terra dei Fae), uno dei regni di Amalur. Le Faelands sono divise in una serie di regioni distinte: le foreste di Dalentarth, la Piana di Erathell, i canyon di Detyre, le paludi del Klurikon e il regno di cristallo di Alabastra. Le due espansioni aggiungono altrettante regioni: i Denti di Naros (situata a sud di Dalentarth) e l'isola di  Punta del Patibolo, collocata a nord di Rathir, nel Mar Spezzabrina.
Nelle Faelands, oltre ai Fae, creature magiche simili agli Elfi immortali che dirigono i principali cicli naturali, esistono insediamenti appartenenti a varie razze mortali: le umane Almain e Varani (umani), i Ljosalfar (elfi mortali chiari), i Dokkalfar (elfi mortali scuri) e gli Gnomi. Sono queste le razze mortali che Gadflow, il Lord dei Fae Inverno corrotti chiamati Tuatha Deohn, cerca di sterminare nella "Guerra dei Cristalli" non solo nelle Faelands, ma pure nei regni confinanti. Prima dell'arrivo di "Colui che è senza destino", era ben noto che i Tuatha Deohn erano destinati a vincere la loro guerra contro le razze mortali.

### Storia
Kingdoms of Amalur: Reckoning segue la storia di un mortale conosciuto come "l'Unico Essere senza destino" o "Senzafato" che, morto in circostanze misteriose (come, dove e perché lo si scoprirà nel corso del gioco), viene portato nello sperimentale Pozzo delle anime da alcuni gnomi, tra cui lo scienziato Hugues Fomorous. Il primo e unico successo dell'esperimento (che ha lo scopo di riportare in vita dalla morte) è il protagonista, che si trova però subito costretto a fuggire dall'impianto messo sotto attacco da parte dei Tuatha Deohn, un'armata guidata da Gadflow, in guerra contro tutte le razze mortali nel nome del loro nuovo dio Tirnoch.
Scappato dall'impianto e senza memoria, il protagonista incontra il tessitore Agarth. Questi spiega che ogni individuo nel mondo di Amalur ha un destino predeterminato e che i Tessitori come lui sono in grado di leggerlo e prevedere le circostanze che circondano la morte finale. Dopo la sua rinascita, tuttavia, il protagonista è rimasto senza un finale predeterminato. Iniziando la propria missione per scoprire la verità che circonda la sua morte, "l'Unico Essere senza destino" impara presto che le sue interazioni con il mondo fanno sì che anche il destino degli altri muti di conseguenza (per esempio, lo stesso Agarth scampa a una morte che credeva ormai prossima).
Per scoprire la verità sulla sua morte occorre localizzare lo scienziato che lo ha rianimato, Hugues Fomorous, che dopo l'attacco Tuatha è andato a nascondersi nel suo vecchio laboratorio. Il protagonista incontra così un Templare di nome Ligotti Octienne, che lo indirizza ad un ex-laboratorio simile al Pozzo delle anime, dentro i territori gnomici di Detyre. Qui troverà Hugues, ma i due verranno presto attaccati dai sicari inviati da Octienne stesso (che si scopre essere stato il finanziatore dei lavori sperimentali di Hugues e del suo collega Ventrinio), nel tentativo di nascondere e distruggere le prove in mano a Hugues riguardanti l'appoggio al suo collega e sull'averlo aiutato a fuggire (Ventrinio era infatti condannato alla prigionia). Sopravvissuti all'agguato, i due progettano di rivelare pubblicamente il tradimento di Octienne e carpire da quest'ultimo la posizione dell'altro scienziato gnomico, Ventrinio Descellini, ex-collega di Hugues che lavorò allo stesso progetto del Pozzo seppur con metodologie diverse e proibite. Hugues infatti crede che Ventrinio conosca i dettagli che circondano la morte del protagonista e il segreto per poter entrare finalmente nella vecchia capitale dei Fae Glaciali, ora in mano ai Tuatha: Alabastra.
Viaggiando per la città gnomica di Adessa, il protagonista affronta Octienne, che non volendo ammettere le sue colpe pubblicamente ingaggerà uno scontro dove verrà sconfitto. Si viene infine a sapere da Hugues che Ventrinio è stato precedentemente portato via dallo stesso Octienne dopo aver ricevuto una condanna a morte per negromanzia, dandogli rifugio in una torre nella regione di Klurikon, in profondità dietro le linee dei Tuatha. Per raggiungerlo, l'Unico Essere senza destino è costretto a dirigersi alla città Alfar di Rathir e poi a Mel Senshir, la città Alfar assediata nel Klurikon, centro della Guerra di Cristallo. Ancora una volta, sfidando i dettami del destino, l'arrivo di Colui che è Senza Destino e i suoi alleati romperà l'assedio, dopo che quest'ultimo avrà ucciso un enorme Lord Niskaru (creature demoniache portatrici di caos e distruzione, create dalla magia nera e dal Caos stesso) dell'esercito Tuatha, chiamato  Balor, ribaltando le sorti della guerra in favore degli Alfar e guadagnandosi il soprannome di "Spezzassedio" ed "Eroe di Mel Senshir". Insieme ad Alyn Shir, un'Alfar incontrata molte volte nel corso della storia (che ammette di aver conosciuto Colui che è Senza Destino nella sua vita precedente), Cydan, uno dei pochi immortali Fae Inverno inimicati con i Tuatha Deohn, ed Agarth, il gruppo individua e affronta Ventrinio, che rivela parte del passato del protagonista.
Questi era il suo assistente tuttofare, un tipo formidabile, violento e non intenzionato a rivelare il proprio passato. Insieme erano precedentemente entrati ad Alabastra, il centro dell'impero di Gadflow, nel tentativo di raccogliere i preziosi cristalli di Prismerio, un raro minerale presente solo lì e ora utilizzato dai Tuatha Deohn come fonte di energia, che avrebbe alimentato il Pozzo delle Anime di Ventrinio. Ma il protagonista, determinato a trovare la fonte dei cristalli di Prismerio, si addentrò più a fondo, trovando la sua fatale morte. Determinato a tornare ad Alabastra, Colui che è Senza Destino e i suoi alleati (Agarth, Alyn Shir, Cydan e Ventrinio) aiuteranno a guidare il contrattacco Alfar attraverso Klurikon e Alabastra. Dividendosi, ciascuno percorrà la sua strada nel cuore del regno di Gadflow. Superata la Casa dell'Orgoglio dopo averne sconfitto il temibile difensore Dren e in seguito ripulita la Casa della Vendetta uccidendone il custode Cur, il protagonista si reincontrerà presso Bhaile (capitale di Alabastra) con Alyn Shir, la quale ha appena dovuto eliminare Ventrinio. Quest'ultima rivelerà che Colui che è Senza destino era un suo compagno, membro di una organizzazione clandestina il cui scopo era proteggere il segreto dell'esistenza di Tirnoch e la sua vera natura, mettendo a tacere chiunque ne venisse a conoscenza, garantendo la prigionia di Tirnoch. Essa rivela che Tirnoch è un drago femminile con il potere di rivaleggiare con quello degli dei di Amalur, che hanno visto la precedente dedizione di Colui che è Senza Destino e la sua morte fatale. Tirnoch lo ha aiutato a rivivere attraverso Hugues Fomorous nel Pozzo delle Anime, liberandolo dal suo destino, in modo che quando sarebbe ritornato da lei avrebbe potuto fare lo stesso, ricambiandone il favore e liberandola dai dettami del destino che gli rendevano impossibile fuggire.
Nelle profondità di Bhaile, Colui che è Senza Destino combatterà e ucciderà Tirnoch, ma cade insieme a lui in una voragine nel terreno, incontrando così, apparentemente, la sua definitiva morte. Invece il protagonista si sveglierà alcuni giorni dopo nella città di Rathir, apprendendo da Agarth che Alyn Shir lo aveva salvato estraendolo dalle macerie di Bhaile, per poi scomparire nel nulla. Agarth rivela anche che dopo la battaglia molti soldati Alfar gli avevano chiesto la lettura del loro destino e che lui non è stato in grado di fornirgli, segno evidente che ora tutti sono finalmente liberi dai dettami del destino.

## Modalità di gioco
Kingdoms of Amalur dispone di cinque regioni distinte, quattro razze giocabili e tre alberi di classe con 22 abilità per albero. Esse sono: Almain (Esseri umani civilizzati, amanti della terraferma e delle città), Dokkalfar (Elfi mortali scuri), Ljosalfar (Elfi mortali chiari) e Varani (Umani nomadi, amanti del mare). Un tempo Ljosalfar e Dokkalfar erano un'unica razza denominata Alfar (che tra l'altro è un termine che funge da suffisso per ambedue i nomi delle future razze). Oltre a ciò esistono altre due razze (non giocabili): gli gnomi e i Fae.
Il giocatore inizia privo di abilità (Persuasione, Commercio, Alchimia, Arte Savia ecc...), ma può scegliere una capacità fra le tre disponibili nel gioco, cioè Forza, Destrezza e Magia, che corrispondono rispettivamente alle classi Guerriero, Ladro e Mago. Combattendo e completando le missioni il giocatore guadagna esperienza, utile a salire di livello. Per ogni livello guadagnato, il giocatore ottiene 1 punto che può usare per migliorare una delle nove abilità presenti e altri 3 punti che possono essere investiti nel classico sistema di skill-tree (albero delle capacità) per sbloccare o aumentare le capacità presenti (ogni classe dispone di numerose capacità e il giocatore può scegliere liberamente se utilizzare i punti ottenuti per potenziare solo una capacità di una classe o più capacità corrispondenti a classi diverse). Inoltre completando le missioni relative alle fazioni, il giocatore può anche sbloccare varie carte "Alterazioni del Fato", che aggiungono bonus positivi al giocatore. Le "Alterazioni del Fato" sono dei bonus perenni che, una volta sbloccati, faranno sempre parte delle caratteristiche del giocatore. Le carte "Destino" invece identificano lo stile di combattimento del giocatore e dipendono dalle scelte su come ripartire e spendere i punti abilità e capacità ottenuti. Pertanto alcune carte Destino necessitano, per essere sbloccate e risultare selezionabili, di un determinato livello in una capacità. Alcune carte Destino sono votate puramente a una capacità (per esempio solo la Magia), ma altre sono ibride, cioè per sbloccarle il giocatore deve possedere un certo livello in due o in tutte e tre le capacità presenti. Ogni carta Destino scelta aggiunge altri bonus, che rimarranno fissi finché non viene selezionata un'altra carta (è comunque possibile, in qualsiasi momento se si posseggono i requisiti giusti, cambiare la carta Destino durante il gioco).
Il combattimento è basato sui tempi di pressione di tasti, simile a un gioco di ruolo d'azione, con occasionali rapide scene di eventi a tempo. Il combattimento include un sistema di destino che permette ai giocatori di accumulare Punti Fato e alla fine entrare in "Modalità Reckoning" o "modalità giudizio", una sequenza in slow motion che permette al giocatore di finire velocemente i nemici. La modalità Reckoning può finire su comando del giocatore, con l'esaurimento della barra del fato o con il Mutafato, una brutale e spettacolare mossa finale su un singolo nemico. Durante la fase di Mutafato, il giocatore può rapidamente toccare un pulsante casuale (scelto e visualizzato dal gioco) per aumentare la potenza dell'attacco fino al 100% e guadagnare più Esperienza. Dopo questo attacco, tutti i nemici indeboliti in precedenza nella Modalità Reckoning muoiono.
Il giocatore può viaggiare su terra, saltare giù da zone designate e nuotare in acqua. Il giocatore ha la capacità di derubare, uccidere o comunicare con i personaggi non giocanti (PNG), anche se ognuna di queste azioni ha ovviamente una conseguenza.
Curt Schilling, fondatore di 38 Studios ha detto che lo stile del gioco sarebbe un matrimonio tra quello di God of War e di Oblivion.

## Sviluppo
38 Studios, di proprietà dell'ex lanciatore di baseball Curt Schilling, originariamente ha iniziato a sviluppare l'universo di Amalur con una storia lunga 10.000 anni, creata da R.A. Salvatore e destinata all'utilizzo in un gioco di ruolo online multiplayer di massa (MMORPG), il cui nome in codice era Copernico. Nel 2009, essi hanno acquisito Big Huge Games dove Ken Rolston e il suo team avevano già lavorato su un gioco di ruolo quando Big Huge Games era parte di THQ. Lo Studio ha deciso, quindi, di riorganizzare il loro esistente gioco di ruolo single-player (RPG) inserendolo nel medesimo universo di Amalur, al fine di introdurre il MMORPG. Originariamente il gioco era noto con il nome di "Project Mercury". 38 Studios ha chiuso nel maggio 2012.

### Marketing

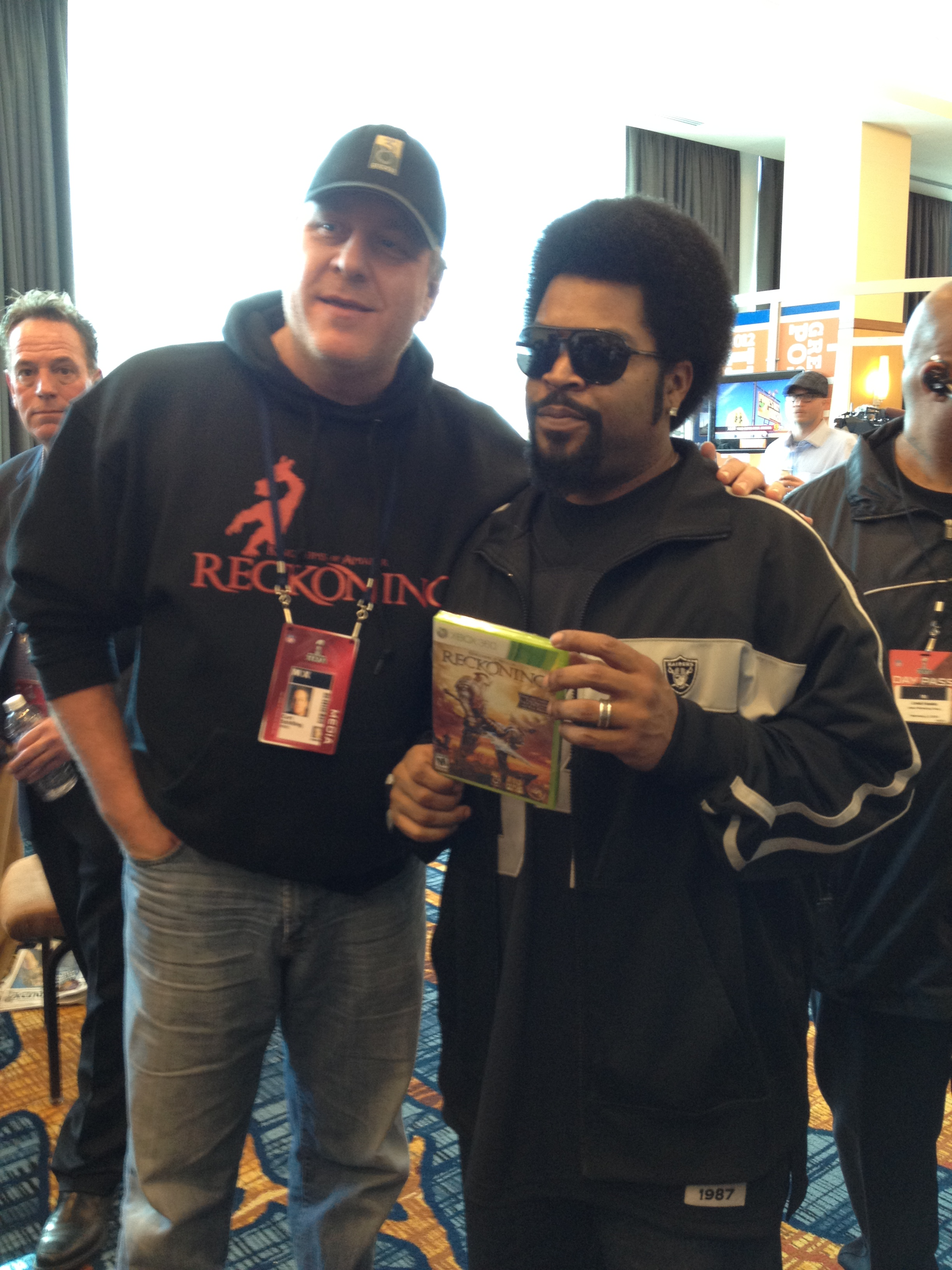
Curt Schilling e Ice Cube promuovono il gioco

Una demo giocabile è stata distribuita il 17 gennaio 2012 per Windows attraverso Steam e Origin, Xbox 360 e PlayStation 3. Giocando la demo si sbloccano oggetti speciali da utilizzare nella versione completa del gioco, così come in Mass Effect 3. La demo ha rapidamente attirato l'attenzione per essere, secondo Curt Schilling, "la via più sbagliata che qualcuno dovrebbe mai pubblicare", con difetti di ampio respiro che interessano anche il gameplay più semplice.
Il 7 febbraio 2012 il netcaster Sean "Day9" Plott ha tenuto un lungo evento in streaming chiamato "Giorno del Giudizio", dove i netcasters di spicco della comunità di gioco avrebbero condiviso, in diretta, sessioni del gioco sulla piattaforma video online TwitchTV. 38 Studios ha promosso l'evento, offrendo gratuitamente, ai netcasters, chiavi di gioco per l'intera giornata e lotterie organizzate tramite sondaggi dal loro sito ufficiale. Sean Plott è stato raggiunto da Felicia Day all'inizio della giornata e ha intervistato in diretta R.A. Salvatore, Todd McFarlane, Ken Rolston e Curt Schilling su come l'evento stava procedendo.

## Razze
In Amalur esistono molteplici razze, mortali e non, che si sono insediate omogeneamente in tutto il mondo di gioco. In totale le sei principali razze (senza tener conto dei DLC) sono: Fae, Dokkalfar, Ljosalfar, Almain, Varani e Gnomi. Di queste, quattro sono giocabili mentre due no (ovvero gli Gnomi e i Fae).
- Fae: I fae sono creature magiche immortali, ma vulnerabili in quanto anch'esse sono parte del Grande Ciclo. Spesso e volentieri, i Fae si definiscono come espressioni manifeste della natura e della magia in un corpo fisico. Possono distinguersi in due rami primari: Fae selvatici, ovvero bestie aventi le forme e i tratti più svariati possibili; Fae umanoidi, cioè quelli con evidenti somiglianze morfologiche umane e i più importanti ai fini della trama. 
I Fae umanoidi, a sua volta, si dividono in due corti: Fae Solari (anche detti Seelie), che rappresentano la crescita e la rinascita; Fae Invernali (detti Unseelie), che rappresentano il naturale decadimento di tutte le cose. I Fae Solari, residenti nella zona occidentale di Amalur, possiedono tre grandi casate: la Casa delle Ballate, la Casa del Valore e la Casa delle Stagioni (quest'ultima tuttavia è scomparsa da molto tempo). I Fae Invernali, residenti nella zona orientale di Amalur, posseggono anch'essi tre casate principali: la Casa delle Afflizioni, la Casa della Vendetta e la Casa dell'Orgoglio.
- Ljosalfar: Un tempo parte della razza unita degli Alfar, i Ljosalfar (elfi chiari) provengono dalle gelide terre del Nord e detengono (in genere) una colorazione della pelle azzurra. Popolo fiero e rispettoso del divino e della natura, sono fermi oppositori del caos e dell'oscurità. Rispetto ai loro cugini Dokkalfar, detengono rapporti sociali migliori con le altre principali razze di Amalur. In quanto alfar, hanno una predisposizione di base per la magia superiore rispetto alle razze umane.
- Dokkalfar: Un tempo parte della razza unita degli Alfar, i Dokkalfar (elfi oscuri) risultano essere una popolazione molto astuta, abile nella diplomazia quanto in magia (alchimia e arte savia). Nonostante ciò non sono estranei alla guerra, pur preferendo risolvere i conflitti con grazia. La loro abilità nella persuasione spesso li fa apparire, agli occhi umani, come dei meri manipolatori. Rispetto ai ljosalfar, il cui colorito è tendente al chiaro, i Dokkalfar hanno tratti somatici più scuri, come grigio, nero o verde. Proprio come i loro cugini Ljosalfar, i Dokkalfar hanno una predisposizione innata per la magia superiore a quella delle razze umane.
- Varani: Una delle due razze umane di Amalur, i Varani prediligono il mare (molti sono divenuti pirati) e il viaggio in generale. Amano girare e scoprire il mondo e dimostrano grande predisposizione per i commerci e lo scasso. Meno acculturati degli Almain, il loro nomadismo li spinge a rigettare guerre e conflitti sebbene si siano guadagnati un'ottima reputazione bellica nel corso del tempo.
- Almain: Una delle due razze umane di Amalur, gli Almain sono un popolo d'onore e coraggioso, che predilige l'ordine e che detiene una spiccata cultura militare. Rispetto ai Varani, popolo nomade, gli Almain sono più stanziali e amano costruire e fortificare le loro città, imprimendo una struttura gerarchica in ogni loro attività.
- Gnomi: Razza composta da esseri mortali con fattezze umane, ma di statura molto più bassa, gli Gnomi sono un popolo estremamente fine e ingegnoso, ma allo stesso tempo anche sinistro. Esperti in molteplici campi, dall'alchimia alla medicina, dalla magia al commercio e all'economia, gli Gnomi intessono rapporti con le altre razze soppesando bene vantaggi e svantaggi. La loro struttura sociale li divide in tre caste: Templari, Pretoriani e Sapienti. I Templari sono quelli più potenti economicamente e politicamente, i Pretoriani sono tosti combattenti da corpo a corpo (difatti sono tutti delle guardie), mentre i Sapienti sono abili inventori. La loro principale città è Adessa, nella zona meridionale di Detyre, ma si sono estesi in tutta la zona ovest di Amalur.

## Espansioni

### The Legend of Dead Kel
Il 20 marzo 2012 Electronic Arts ha distribuito alcuni contenuti scaricabili come la possibilità di avere un compagno di gioco, con caratteristiche esclusive. Il contenuto di gioco aggiuntivo, intitolato The Legend of Dead Kel (La leggenda di Kel il Morto) comprende anche una serie di nuovi nemici, un nuovo tipo di prigione chiamato Dverga digiuni e decine di nuovi elementi. Nel DLC sarebbe dovuta comparire una nuova razza di personaggi, i Dverga, che però alla fine non è stata inserita. Nonostante ciò, i Dverga vengono nominati più volte.
Il DLC diffonde inoltre quello che EA ha chiamato "l'alloggiamento giocatore definitivo": mentre prima i giocatori potevano conservare i loro beni in una piccola capanna, ora hanno a disposizione una grande tenuta fortificata con vari edifici e servitori, che offrono al giocatore missioni secondarie.

### Teeth of Naros
Teeth of Naros (Denti di Naros) è stato distribuito il 17 aprile 2012. Il nuovo contenuto si concentra su una nuova razza di esseri chiamati Kollossae, una nuova regione chiamata Teeth of Naros così come la città fluttuante di Idylla. Il DLC introduce anche un nuovo elemento arcano: la magia primigenia, riscontrabile solo nelle armi e che causa, nei bersagli colpiti, una riduzione momentanea della resistenza elementale (incentivando quindi ad attaccare il bersaglio con colpi elementali dopo averlo prima investito con la magia primigenia).

### Fatesworn
A seguito della pubblicazione di Re-Reckoning nel settembre 2020, è stata sviluppata e pubblicata a fine 2021 un'espansione completamente nuova, Fatesworn, ambientata nella regione di Mithros, che conclude la storia del Senzafato. Fatesworn richiede un acquisto aggiuntivo se si possiede la versione base di Re-Reckoning, mentre è gratuito per chi ha acquistato la Fatesworn Edition (esclusivamente digitale).

## Accoglienza

### Critiche
| Testata                         | Versione | Giudizio |
| ------------------------------- | -------- | -------- |
| Metacritic (media al 6-11-2021) | PC       | 81/100   |
| Metacritic (media al 6-11-2021) | PS3      | 81/100   |
| Metacritic (media al 6-11-2021) | X360     | 80/100   |
| Destructoid                     | -        | 8/10     |
| EGM                             | -        | 8,5/10   |
| Eurogamer                       | -        | 8/10     |
| Everyeye.it                     | -        | 7,5/10   |
| Game Informer                   | -        | 8/10     |
| GameRevolution                  | -        | 4/5      |
| GameSpot                        | -        | 7,5/10   |
| GameSpy                         | -        | 4/5      |
| GameTrailers                    | X360     | 8,2/10   |
| Giant Bomb                      | -        | 4/5      |
| IGN                             | PC       | 9/10     |
| IGN                             | PS3      | 9/10     |
| IGN                             | X360     | 9/10     |
| Joystiq                         | -        | 5/5      |
| Multiplayer.it                  | -        | 8,7/10   |
| OXM                             | X360     | 8/10     |
| PCG (UK)                        | PC       | 74%      |
| PSM                             | PS3      | 8/10     |
| The Games Machine               | -        | 8,2/10   |

Le poche recensioni pubblicate prima dell'uscita del gioco sono state positive: IGN ha dato un 9 su 10, lodando il gameplay personalizzabile, gli ambienti splendidi e la storia avvincente. Pur criticando il gioco per alcuni problemi tecnici minori, Official Xbox Magazine ha valutato il gioco 8,5 su 10 e ha detto "comunque è un grande gioco di ruolo". Gamespot ha dato un 7,5, lodando il gameplay e la grafica, ma evidenziando che era troppo generico. Adam Sessler, di X-play, ha recensito il gioco con 2.5 su 5 dichiarando che erano presenti bug e che il paesaggio non è stato realizzato bene.
Dopo l'uscita, le recensioni sono state generalmente buone ma polarizzate, con una grande differenza tra i punteggi più alti e quelli più bassi. Game trailers ha dato 8,3 su 10. Joystiq ha assegnato un punteggio perfetto di 5/5, lodando tutto ciò che il gioco ha da offrire. Edge ha dato 6 su 10, lamentando che il gioco non reinventava niente, che ha avuto diversi problemi e scrivendo che "l'appeal di Reckoning svanisce presto" e inoltre "l'accessibilità non è mai abbastanza equilibrata con la profondità che ti aspetti da un RPG". Digital Trends ha assegnato 8,5 su 10 e ritenuto che il gioco non reinventava nulla, ma che il sistema di combattimento è piaciuto.
Il gioco è stato generalmente bene accolto dalle riviste specializzate ma con alcuni ammonimenti riguardo agli aspetti tecnici, che in prossimità dell'uscita di altri titoli, come Skyrim o The Witcher 2, porta molta concorrenza nel genere.

### Vendite
Il 10 marzo 2012, è stato stimato da NPD che il gioco abbia venduto oltre 330 000 copie fisiche negli Stati Uniti e Curt Schilling ha scritto su Twitter di averne vendute 1,2 milioni. Lincoln Chafee, governatore di Rhode Island, ha detto che il gioco è stato un fallimento e che avrebbe avuto bisogno di vendere oltre 3 milioni di copie per andare in pareggio.

### Abbonamento on-line
Un articolo su Destructoid ha suscitato una certa polemica in rete quando ha rivelato, il 27 gennaio 2012, che il gioco includeva un abbonamento on-line contenente sette missioni aggiuntive per giocatore singolo, creando indignazione nei sostenitori di giochi di seconda mano. Curt Schilling, capo di 38 Studios, difese l'abbonamento on-line di Kingdoms of Amalur: Reckoning sul sito web del gioco, dicendo che, il primo giorno, il DLC è stato offerto gratuitamente agli acquirenti di una nuova copia del gioco, con la politica di "promuovere i primi utilizzatori".